# M/S Nordan

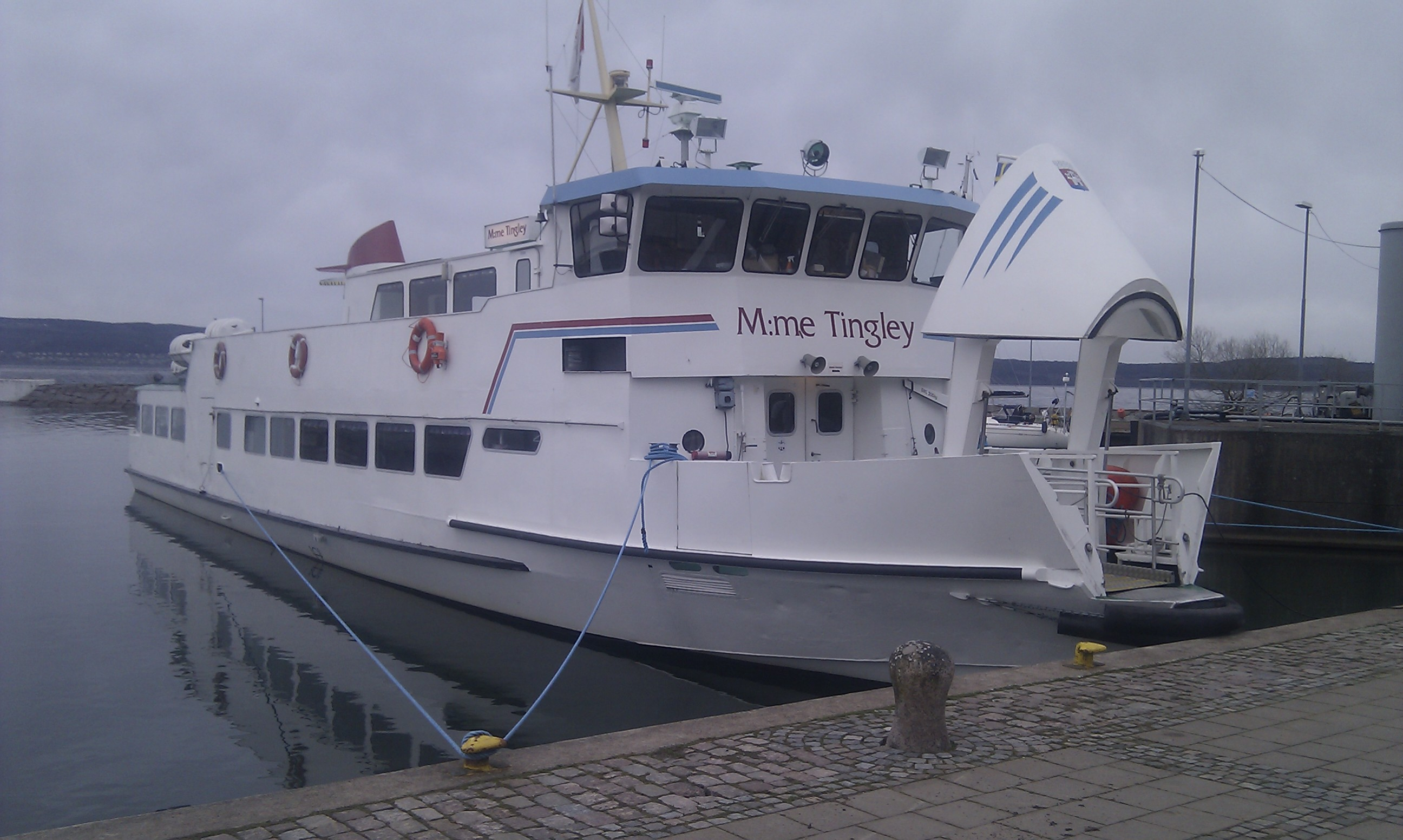
M/S Madame Tingley i Visingsö hamn

M/S Nordan är ett svenskt passagerarfartyg, som levererades av Marinteknik Verkstads AB som Nordan till Waxholmsbolaget. 
Hon såldes 1992 till Jönköpings kommun och döptes om till Madame Tingley efter teosofen Katherine Tingley, som grundade en skola och ett teosofiskt centrum på Visingsö. Fartyget sattes från 1993 i trafik på Visingsöleden på Vättern mellan Gränna hamn och Visingsö hamn, först för Jönköpings kommun och senare för Trafikverket. Hon såldes 2012 till Trafikverket Färjerederiet i Vaxholm.  
Hon köptes 2014 av Ingmarsö Sjötjänst AB och namnändrades tillbaka till Nordan.